# United States Census 1820
Der United States Census 1820 war die vierte Volkszählung in den USA seit 1790. Als Ergebnis der Auszählung wurde für die USA zum Stichtag 7. August 1820 eine Bevölkerungszahl von 9.638.453 Einwohnern ermittelt, wovon 1.538.022 Sklaven waren.
Die Daten enthalten Angaben zum Namen des Familienoberhaupts, Anzahl der freien weißen und farbigen Personen (Männer und Frauen, nach Altersgruppen), Anzahl der freien Personen, Anzahl der Sklaven, Ausländer ("foreigners not naturalized"), die Beschäftigung nach Sektor (Landwirtschaft, Handel, Handwerk), Stadt oder Distrikt bzw. Wohnort oder Wohndistrikt, Personen, die keine Steuern zahlen.
Die Daten der Volkszählung in den Staaten Delaware, Georgia, Kentucky, New Jersey, Tennessee und Virginia von 1790 bis 1830 gingen verloren.
Die in den alle zehn Jahre stattfindenden Volkszählungen der Vereinigten Staaten ermittelten Einwohnerzahlen der Bundesstaaten sind der Schlüssel zur Festlegung der Anzahl der Abgeordneten aus diesen Bundesstaaten im Repräsentantenhaus der Vereinigten Staaten. Die Anpassung wird in der Regel im übernächsten Kongress nach einer Volkszählung vorgenommen.

## Bevölkerungsreichste Städte
Die 50 bevölkerungsreichsten Städte der USA nach Einwohnerzahl im Jahr 1820.
| Rang | Stadt              | Bundesstaat          | Bevölkerung |
| ---- | ------------------ | -------------------- | ----------- |
| 1    | New York City      | New York             | 123.706     |
| 2    | Philadelphia       | Pennsylvania         | 63.802      |
| 3    | Baltimore          | Maryland             | 62.738      |
| 4    | Boston             | Massachusetts        | 43.298      |
| 5    | New Orleans        | Louisiana            | 27.176      |
| 6    | Charleston         | South Carolina       | 24.780      |
| 7    | Northern Liberties | Pennsylvania         | 19.678      |
| 8    | Southwark          | Pennsylvania         | 14.713      |
| 9    | Washington         | District of Columbia | 13.247      |
| 10   | Salem              | Massachusetts        | 12.731      |
| 11   | Albany             | New York             | 12.630      |
| 12   | Richmond           | Virginia             | 12.067      |
| 13   | Providence         | Rhode Island         | 11.767      |
| 14   | Cincinnati         | Ohio                 | 9.642       |
| 15   | Portland           | Maine                | 8.581       |
| 16   | Norfolk            | Virginia             | 8.478       |
| 17   | Alexandria         | District of Columbia | 8.218       |
| 18   | Savannah           | Georgia              | 7.523       |
| 19   | Georgetown         | District of Columbia | 7.360       |
| 20   | Portsmouth         | New Hampshire        | 7.327       |
| 21   | Newport            | Rhode Island         | 7.319       |
| 22   | Nantucket          | Massachusetts        | 7.266       |
| 23   | Pittsburgh         | Pennsylvania         | 7.248       |
| 24   | Brooklyn           | New York             | 7.175       |
| 25   | New Haven          | Connecticut          | 7.147       |
| 26   | Kensington         | Pennsylvania         | 7.118       |
| 27   | Newburyport        | Massachusetts        | 6.852       |
| 28   | Petersburg         | Virginia             | 6.690       |
| 29   | Lancaster          | Pennsylvania         | 6.633       |
| 30   | Charlestown        | Massachusetts        | 6.591       |
| 31   | Gloucester         | Massachusetts        | 6.384       |
| 32   | Marblehead         | Massachusetts        | 5.630       |
| 33   | Hudson             | New York             | 5.310       |
| 34   | Lexington          | Kentucky             | 5.279       |
| 35   | Troy               | New York             | 5.264       |
| 36   | Hartford           | Connecticut          | 4.726       |
| 37   | Middleborough      | Massachusetts        | 4.687       |
| 38   | Taunton            | Massachusetts        | 4.520       |
| 39   | Lynn               | Massachusetts        | 4.515       |
| 40   | Plymouth           | Massachusetts        | 4.348       |
| 41   | Reading            | Pennsylvania         | 4.332       |
| 42   | Beverly            | Massachusetts        | 4.283       |
| 43   | Roxbury            | Massachusetts        | 4.135       |
| 44   | Louisville         | Kentucky             | 4.012       |
| 45   | New Bedford        | Massachusetts        | 3.947       |
| 46   | Trenton            | New Jersey           | 3.942       |
| 47   | Schenectady        | New York             | 3.939       |
| 48   | New Bern           | North Carolina       | 3.663       |
| 49   | Frederick          | Maryland             | 3.640       |
| 50   | York               | Pennsylvania         | 3.545       |